# Zambujal (Condeixa-a-Nova)
Zambujal é uma povoação portuguesa sede da Freguesia de Zambujal do Município de Condeixa-a-Nova, freguesia com 18,42 km² de área e 349 habitantes (censo de 2021), tendo, por isso, uma densidade populacional de 18,9 hab./km².

## História
Antigamente chamada de Nossa Senhora da Conceição de Zambujal, em 1811 era sede de concelho. Integrou o extinto concelho do Rabaçal, tendo passado então a fazer parte do concelho de Soure. Por decreto de 24 de Outubro de 1855, passou para o concelho (atual município) de Condeixa-a-Nova, onde se mantém.

## Geografia
Janeanes é o lugar mais alto desta freguesia, onde pode visitar um moinho de vento típico da região.

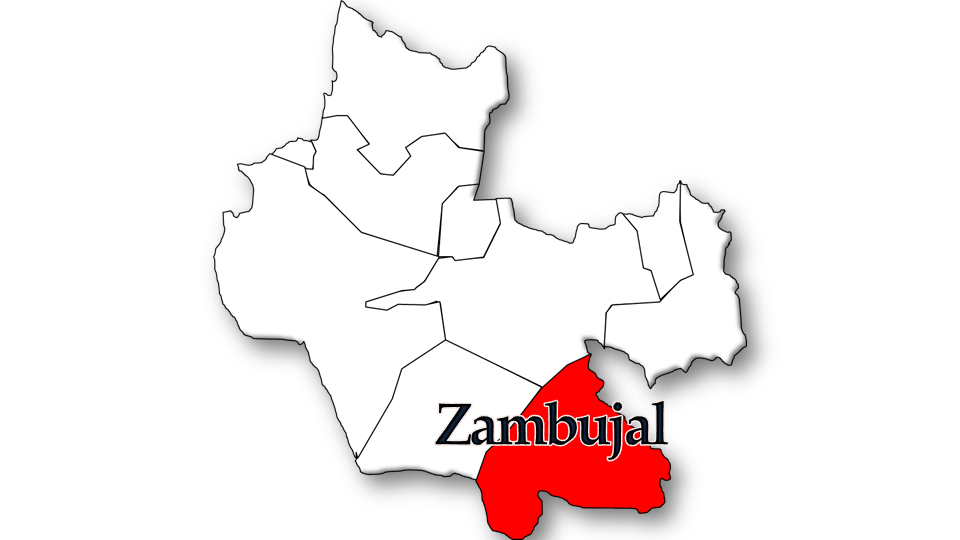
Localização no Município de Condeixa-a-Nova

## Demografia
A população registada nos censos foi:
| Distribuição da População por Grupos Etários | Distribuição da População por Grupos Etários | Distribuição da População por Grupos Etários | Distribuição da População por Grupos Etários | Distribuição da População por Grupos Etários |
| -------------------------------------------- | -------------------------------------------- | -------------------------------------------- | -------------------------------------------- | -------------------------------------------- |
| Ano                                          | 0-14 Anos                                    | 15-24 Anos                                   | 25-64 Anos                                   | > 65 Anos                                    |
| 2001                                         | 40                                           | 30                                           | 214                                          | 145                                          |
| 2011                                         | 49                                           | 26                                           | 194                                          | 133                                          |
| 2021                                         | 39                                           | 23                                           | 171                                          | 116                                          |